# Mitación
La Mitación era una circunscripción de origen eclesiástico que se aplicó posteriormente a aquellos municipios compuestos por varias aldeas con una de ellas como cabeza de término en Andalucía la Baja durante la Baja Edad Media y el Renacimiento en España
Etimológicamente, deriva del castellano limitación que equivale a término municipal.

## Características
Las mitaciones son términos decimales eclesiásticos con población e iglesia que corresponden a circunscripciones civiles que no tienen una unidad de población sino que están compuestas por varias aldeas con una de ella como cabeza de término.
Era una unidad administrativa equivalente al Concejo castellano, Concejo asturiano, al Municipio portugués, y más recientemente al Municipio en los que el término municipal se componían de varias aldeas con sus correspondientes parroquias.
Las mitaciones se constituían en aquellas comarcas andaluzas con abundancia de aguas subterráneas que permitían un poblamiento diseminado más característico de la España húmeda de Clima atlántico en España como es el caso de las regiones del Mar Cantábrico que de la España seca de Clima mediterráneo.
Esa particularidad se da, por ejemplo, en la comarca del Aljarafe sevillano.

## Historia
Las mitaciones del Reino de Sevilla durante el Antiguo Régimen eran las siguientes.:
- Mitación de San Juan.[4]
  - Cabeza de término: Tomares.
    - Parroquias y aldeas: Camas, Duchuelas, Zaudín Alto, Zaudín Bajo, calle Real de Castilleja de la Cuesta, Valle de San Juan de Aznalfarache, Señorío (Gines)

- Mitación de Bollullos.[5]
  - Cabeza de término: Bollullos de la Mitación (la Mitación de Bollullos del Axarafe) 
    - Parroquias y aldeas: Aljubén, Palmaraya, Rexuxena de los Monteros, Almachar, Torreblanca, Arregaza. Torre de las Arcas y Torrequemada.

- Mitación de Cazalla de Almanzor.[6]
  - Cabeza de término: Espartinas.
    - Parroquias y aldeas: Cazalla de Almanzor, Mexina, Paternilla de los Judíos, Tablante, Villalvilla, Caxar, Loreto y Almojón.

- Mitación de Santo Domingo.[7]
  - Cabeza de término: Bormujos..[8]
    - Parroquias y aldeas: Valencilla del Hoyo, Venta de Santo Domingo, Molino del Repudio y Paterna de los Doscientos.

- Mitación de Palomares.[9]
  - Cabeza de término: Palomares del Río.
    - Parroquias y aldeas: Almensilla, Mairena del Aljarafe, Seismalos y Malrina.